# Fusiturricula enae
Fusiturricula enae é uma espécie de gastrópode do gênero Fusiturricula, pertencente a família Drilliidae.